# Arieșeni, Alba
Arieșeni este satul de reședință al comunei cu același nume din județul Alba, Transilvania, România.

## Istoric
Atestat istoric pentru prima oară în 1909, sub numele de Lăpuș, satul a făcut parte inițial din fosta comună Râul Mare (azi Albac). Până în 1924 localitatea Arieșeni, împreună cu Gârda de Sus și Scărișoara, formau o singura comună, purtând numele Scărișoara. Dezvoltarea ei se datorează migrației populației din zonele joase spre locurile mai înalte, libere, în căutarea pășunilor montane.

## Lăcașuri de cult
- Biserica de lemn din Arieșeni, construită în 1791 și pictată în 1829 de maestrul Mihai din Abrud. Biserica este înscrisă pe lista monumentelor istorice din județul Alba[3] elaborată de Ministerul Culturii și Patrimoniului Național din România în anul 2010.

## Turism
Arieșeni este o stațiune turistică de interes local. În sezonul de iarnă, atracția principală sunt pârtiile de schi de la Vârtop -doua dotate cu teleschi si una dotata cu telescaun ; vara, obiectivele turistice din localitate și din apropiere sunt: Ghețarul Vârtop, Peștera Coiba Mare, Vârful Bihorul, Vârful Piatra Grăitoare, Vârful Taul Mare, Cascada Buciniș, Cascada Vârciorog, Muzeul Patrahaitești, Groapa Ruginoasa, Ghețarul Scărișoara, Cetățile Ponorului, Izbucul Tăuz, Peștera Poarta lui Ionele etc.

## Galerie de imagini

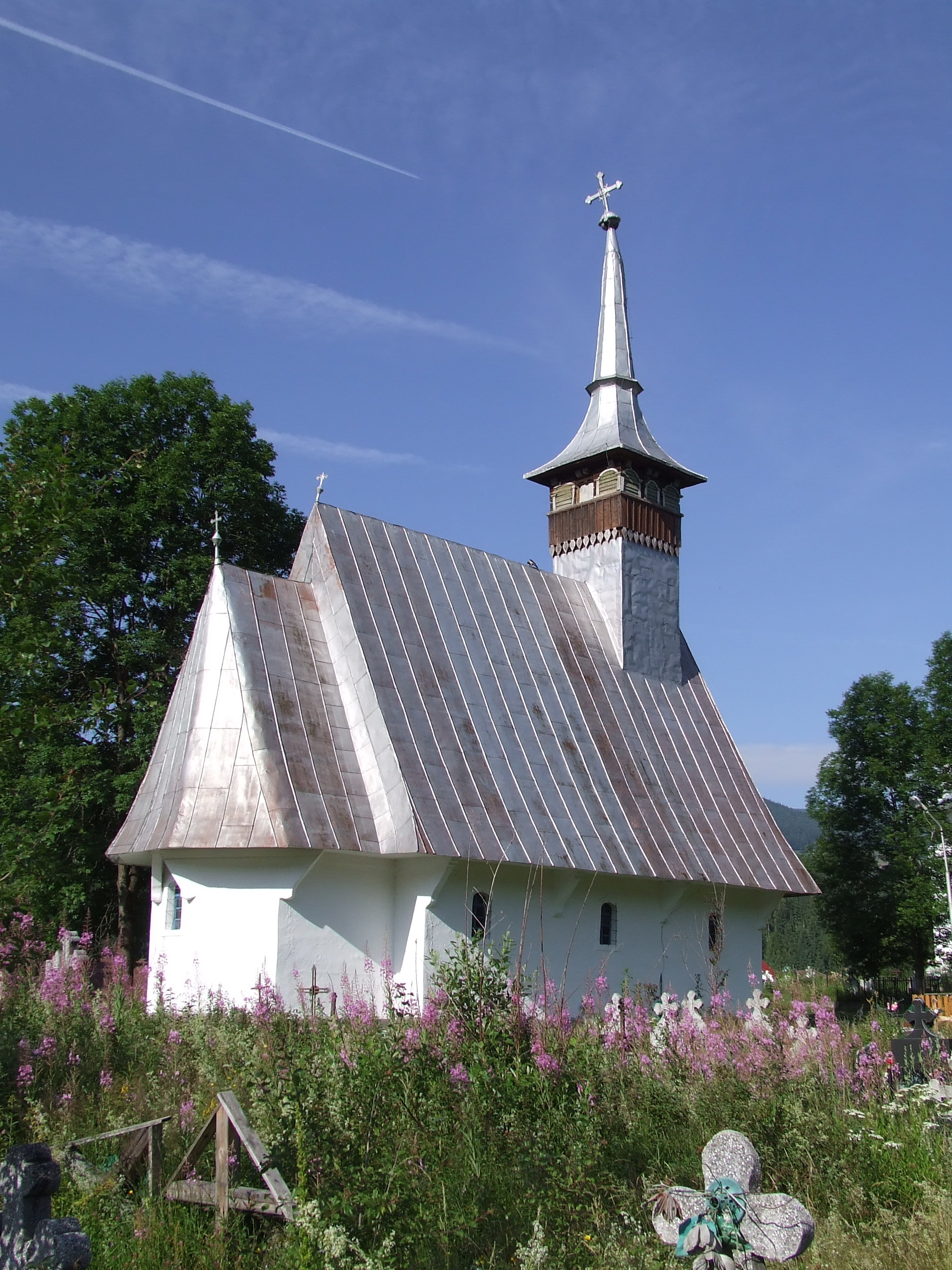
Biserica de lemn din Arieșeni
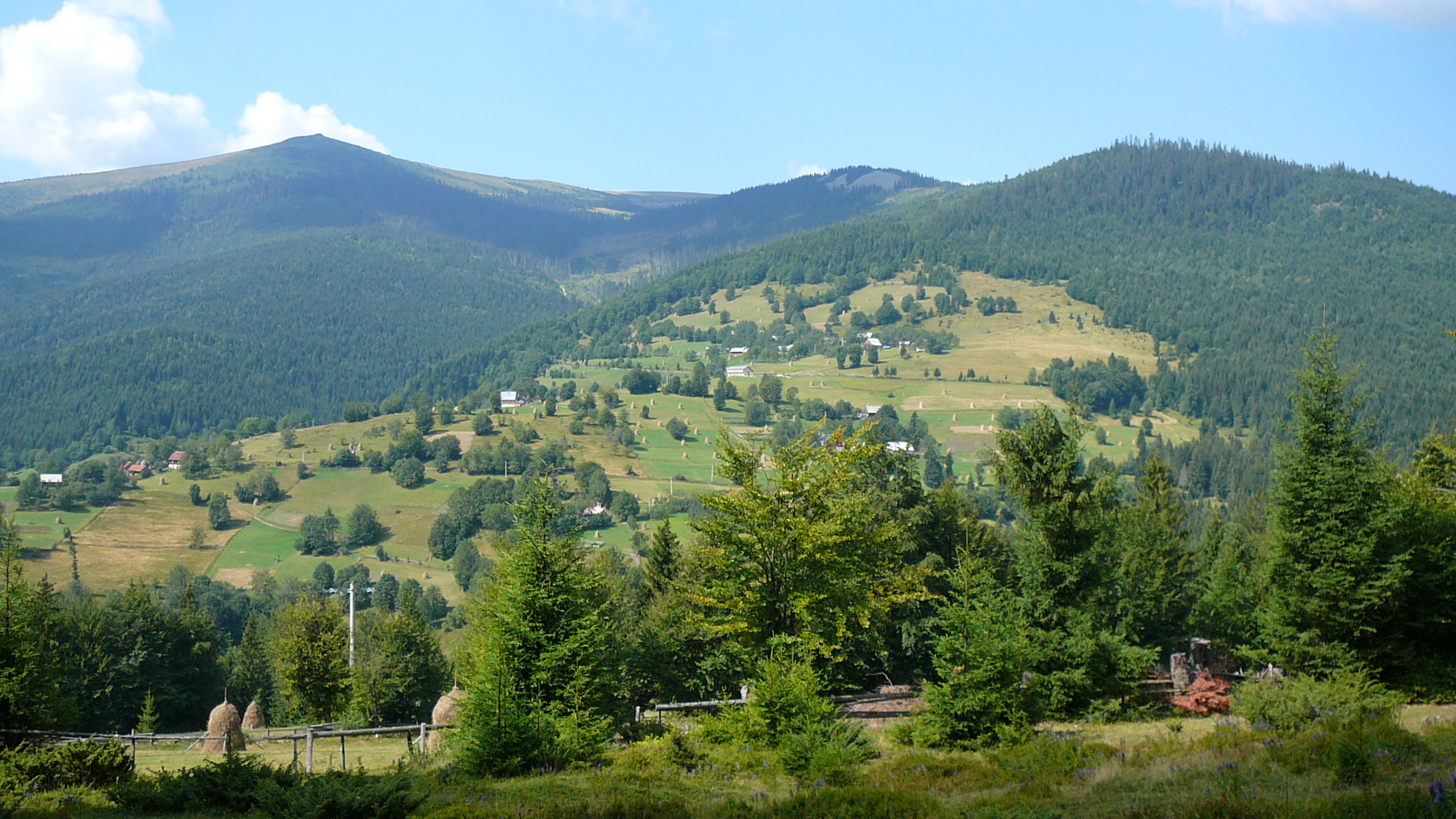
Arieșeni